# Ministerio de Vivienda, Construcción y Saneamiento del Perú
El Ministerio de Vivienda, Construcción y Saneamiento es el ministerio encargado de las obras públicas que se realizan en la República del Perú. Además se encarga promover la instalación del suministro de agua y desagüe en todo el país. Desde el 3 de septiembre de 2024, el actual ministro es Durich Whittembury.

## Historia
En 1969, durante el Gobierno Revolucionario de la Fuerza Armada, se disuelve el Ministerio de Fomento y Obras, creando al Ministerio de Transportes y Comunicaciones y al Ministerio de Vivienda sobre la base del Sector Fomento y Obras Públicas y la Junta Nacional de Vivienda. Posteriormente el Ministerio de Vivienda toma el nombre de Ministerio de Vivienda y Construcción.
El 11 de mayo de 1992, el Ministerio de Vivienda y Construcción se fusiona, mediante Decreto Ley Nº 25491, con el Ministerio de Transportes y Comunicaciones, durante el gobierno de Alberto Fujimori, formando el Ministerio de Transportes, Comunicaciones, Vivienda y Construcción. 
En septiembre de 2001, durante el gobierno de Alejandro Toledo, se anunció la creación del futuro Ministerio de Vivienda y Construcción.
Finalmente, el 10 de julio del 2002, el Ministerio de Transportes, Comunicaciones, Vivienda y Construcción se disuelve y se restituye como el Ministerio de Transportes y Comunicaciones. Al día siguiente, mediante Ley Nº 27779, se crea de manera independiente el Ministerio de Vivienda, Construcción y Saneamiento.

## Objetivos
El Ministerio de Vivienda se encarga de organizar la urbanización del país, desde ciudades metropolitanas hasta pueblos pequeños. Este ministerio se encarga de revisar las condiciones de vida en las residencias y de garantizar su infraestructura apropiada. Cuenta con un reglamento de vivienda social en el que, en 2025, se reconoce a la autoconstrucción como un mecanismo fundamental para garantizar el acceso a la vivienda en Perú.

## Programas
Durante la gestión de Ollanta Humala, se creó:
- Programa Nacional Tambos

Durante la gestión de Alejandro Toledo, siendo Carlos Bruce el ministro, además de la refundación, se hicieron los siguientes programas:
- Crédito MiVivienda (original de 1998)[3][4]
- Techo Propio (por relanzarse en 2025)[5]
- Techo Propio Deuda Cero
- Mi Barrio
- La Canchita de Mi Barrio
- La Calle de Mi Barrio
- MiMercado
- MiAgua

## Organización
- Secretaria General
- Viceministerio de Vivienda y Urbanismo
  - Dirección General de Políticas y Regulación en Vivienda y Urbanismo
  - Dirección General de Programas y Proyectos en Vivienda y Urbanismo
  - Dirección General de Accesibilidad y Desarrollo Tecnológico
  - Programa Generación de Suelo Urbano
  - Programa Mejoramiento Integral de Barrios
  - Programa Nuestras Ciudades
  - Programa Nacional de Vivienda Rural
- Viceministerio de Construcción y Saneamiento
  - Dirección General de Políticas y Regulación en Construcción y Saneamiento
  - Dirección General de Programas y Proyectos en Construcción y Saneamiento
  - Dirección General de Asuntos Ambientales
  - Programa Nacional de Saneamiento Urbano
  - Programa Nacional de Saneamiento Rural
- Programa Nacional Tambos

## Órganos adscritos al Ministerio

### Organismos Públicos Adscritos

#### Superintendencia Nacional de Bienes Estatales(SBN)
Es un organismo público descentralizado encargado la administración de bienes de propiedad estatal.

#### Organismo Técnico de la Administración de los Servicios de Saneamiento (OTASS)
Es un organismo encargado de regular a las Entidades Prestadoras de Servicios de Saneamiento.
El Consejo Directivo de OTASS designa a los gerentes de las empresas incorporadas al Régimen de Apoyo Transitorio, siendo las designaciones de Epsel S.A. las siguientes:
| Cargo                                                             | Nombres y apellidos            | Período                 | Resolución (o acuerdo) de designación (o encargo) |
| ----------------------------------------------------------------- | ------------------------------ | ----------------------- | ------------------------------------------------- |
| Gerente general                                                   | Arturo Colchado Bolivar        | 30/11/2018 - 05/04/2021 | 011-2018-OTASS/CD                                 |
| Gerente general                                                   | Gisela Zelada Cortez           | 06/04/2021 - 30/11/2021 | 000004-2021-OTASS-CD                              |
| Gerente general (encargatura)                                     | Giovanni Milla Risco           | 01/12/2021- 25/01/2022  | Sesión extraordinario 021-2021                    |
| Gerente general                                                   | Jorge Aspíllaga Valderrama     | 26/01/2022 - 31/03/2022 | 001-2022-OTASS-CD                                 |
| Gerente general                                                   | Víctor Mondragón Villalobos    | 01/04/2022 - 16/03/2023 | 005-2022-OTASS/CD                                 |
| Gerente general                                                   | Jorge Aspíllaga Valderrama     | 17/03/2023 - 10/08/2023 | 000035-2023-OTASS-DE                              |
| Gerente general                                                   | Manuel Irigoyen Tenorio        | 11/08/2023 - 12/01/2025 | 008-2023-OTASS/CD                                 |
| Gerente general                                                   | Oscar Reyes Morán              | 13/01/2025 - 06/03/2025 | 001-2025-CONSEJO DIRECTIVO                        |
| Gerente general                                                   | José Alejandría Bravo          | 07/03/2025 -            | 004-2025-CONSEJO DIRECTIVO                        |
| Gerente de Operaciones                                            | Miguel Fanzo Niquen            | 17/02/2020 - 31/01/2021 | 002-2020-OTASS/CD                                 |
| Gerente de Operaciones                                            | Gustavo Veliz Calderón         | 01/02/2021 - 05/04/2021 | 003-2021-OTASS-CD                                 |
| Gerente de Operaciones                                            | Manuel Ríos Rodríguez          | 13/04/2021- 06/04/2022  | 000005-2021-OTASS-CD                              |
| Gerente de Operaciones                                            | Jorge Aspíllaga Valderrama     | 07/04/2022 - 07/07/2022 | 007-2022-OTASS/CD                                 |
| Gerente de Operaciones (encargatura)                              | Manuel Irigoyen Tenorio        | 30/03/2023 - 10/08/2023 | 000042-2023-OTASS-DE                              |
| Gerente de Operaciones                                            | Enrique Rentería Campos        | 11/08/2023              | 008-2023-OTASS/CD                                 |
| Gerente de Proyectos y Obras                                      | Jorge Cruzado Puente           | 14/10/2021 - 30/11/2021 | 000093-2021-OTASS-DE                              |
| Gerente de Proyectos y Obras                                      | Jorge Fallaque Collantes       | 01/12/2021 - 21/08/2022 | 000015-2021 -OTASS-CD                             |
| Gerente de Proyectos y Obras                                      | Víctor Sánchez Torres          | 22/08/2022 - 16/03/2023 | 022-2022-OTASS/CD                                 |
| Gerente de Proyectos y Obras                                      | Eduardo Díaz Orbegozo          | 17/03/2023 - 10/08/2023 | 000034-2023-OTASS-DE                              |
| Gerente de Proyectos y Obras                                      | Julio Huerta Ciurlizza         | 11/08/2023              | 008-2023-OTASS/CD                                 |
| Gerente de Proyectos y Obras                                      | Eduardo Díaz Orbegoso          | 14/03/2024 -            | 000010-2024-OTASS-CD                              |
| Gerente Comercial                                                 | José Alejandría Bravo          | 14/03/2024 -            | 000010-2024-OTASS-CD                              |
| Gerente de Desarrollo y Presupuesto                               | Edgar Casas Casas              | 14/03/2024 -            | 000010-2024-OTASS-CD                              |
| Gerente de Administración y Finanzas                              | Miriam Zuloeta Seclén          | - 31/01/2021            | 003-2021-OTASS-CD                                 |
| Gerente de Administración y Finanzas                              | Gisela Zelada Cortez           | 01/02/2021 - 05/04/2021 | 003-2021-OTASS-CD                                 |
| Gerente de Administración y Finanzas                              | Walther Faya Infantes          | 06/04/2021 - 24/04/2022 | 000004-2021-OTASS-CD                              |
| Gerente de Administración y Finanzas                              | Pedro Pérez Bautista           | 25/04/2022              | 008-2022-OTASS/CD                                 |
| Gerente de Producción Y Tratamiento                               | Jesús Burgos Gavelán de Romero | 24/03/2025              | 005-2025-CONSEJO DIRECTIVO                        |
| Gerente de Asesoría Jurídica                                      | Wil Santamaría Soplapuco       | 01/04/2022 - 31/10/2022 | 005-2022-OTASS/CD                                 |
| Gerente de Asesoría Jurídica                                      | Miguel Amezquita Florez        | - 11/08/2023            | 008-2023-OTASS/CD                                 |
| Gerente de Asesoría Jurídica                                      | Germán Tirado Gayoso           | 08/09/2023 -            | 000029-2023-OTASS-CD                              |
| Gerente de Asesoría Jurídica                                      | Wilber Santillán Tafur         | 01/02/2022              | 001-2022-OTASS-CD                                 |
| Gerente de Asesoría Jurídica                                      | Cecilia Romero Díaz            | 24/03/2025              | 005-2025-CONSEJO DIRECTIVO                        |
| Subgerente de Operaciones Zonal Sur                               | Gladys Regalado La Torre       | 10/03/2025 -            | 004-2025-CONSEJO DIRECTIVO                        |
| Subgerente de Tratamiento de Aguas Residuales                     | Pierre Márquez Malarín         | 10/03/2025 -            | 004-2025-CONSEJO DIRECTIVO                        |
| Subgerente de Obras                                               | Alejandro Chiroque Mondragón   | 21/04/2025 -            | 007-2025-CONSEJO DIRECTIVO                        |
| Subgerente de Comercialización y Atención al Cliente Zonal Centro | Roxana Torres Samillán         | 24/03/2025              | 005-2025-CONSEJO DIRECTIVO                        |
| Subgerente de Mantenimiento Electromecánico                       | Alex Julca Bellodas            | 24/03/2025              | 005-2025-CONSEJO DIRECTIVO                        |
| Subgerente de Distribución Zonal Centro                           | Deysi Effio Gonzáles           | 24/03/2025              | 005-2025-CONSEJO DIRECTIVO                        |
| Subgerente de Oficina Comercial Zonal Noreste                     | Ana Dávila Perales             | 24/03/2025              | 005-2025-CONSEJO DIRECTIVO                        |
| Subgerente de Medición Y Facturación Zonal Centro                 | Milton Calle Díaz              | 24/03/2025              | 005-2025-CONSEJO DIRECTIVO                        |
| Subgerente de Oficina Comercial Zonal Sur                         | Neyda Farroñay Salazar         | 24/03/2025              | 005-2025-CONSEJO DIRECTIVO                        |
| Subgerente de Recolección Zonal Centro                            | Yosbar López Herrera           | 21/04/2025 -            | 007-2025-CONSEJO DIRECTIVO                        |

#### Organismo de Formalización de la Propiedad Informal (Cofopri)
Es un organismo que tiene como finalidad ejecutar la formalización de la propiedad a través de procesos de titulación.

### Entidades Adscritas
- Banco de Materiales SAC (BANMAT SAC): Antiguo banco que está en proceso de disolución.
- Fondo MIVIVIENDA S. A. (FMV S.A.): Es una empresa estatal de derecho privado encargado de facilitar la adquisición de viviendas a la población.
- Servicio de Agua Potable y Alcantarillado de Lima (SEDAPAL): Es una empresa estatal de derecho privado encargado de la prestación de los servicios de agua potable y alcantarillado en el Área Metropolitana de Lima.
- Servicio Nacional de Capacitación para la Industria de la Construcción (SENCICO): Es una entidad encargada de la formación de los trabajadores del sector construcción.

### Anterior
- Empresa Nacional de Edificaciones (ENACE): Empresa dedicada a la planificación y ejecución de infraestructura para fines inmobiliarios y de vivienda.
- FONAVI: Fondo que buscaba financiar préstamos para que la gente pueda construir o adquirir viviendas, fue derogado en 1998. Y actualmente está en proceso de devolución.
- Servicio de Parques (SERPAR - Nacional): Institución que se encargaba de la administración de los parques nacionales, zonales, zoológicos, viveros forestales  y jardines botánicos que son de propiedad estatal. Fue desactivado en 1982, cuando las municipalidades se hicieron cargo de los parques. El más memorable fue la filial de Lima, que aún perdura.